# Тодор Боснић
Тодор Боснић (Сурдук, 1813 — Земун, 1885) био је један од учесника бурних догађаја у Војводини, који су се одиграли 1848. године. Био је народни капетан и један од јунака из битке код Сентомаша.

## Биографија и ратни период
Родио се у сељачкој породици у Сурдуку, селу на Дунаву. У селу је завршио основну школу, а затим и немачку у Старој Пазови. Са петнаест година ступио је у војну службу, а 1831. је први пут измарширао у Италију. По повратку је служио у команди у Старим Бановцима, где га је затекла и бурна 1848. година.
Био је на страни народа и када је Мајска скупштина прогласила Српску Војводину он се налазио у Загребу. Петроварадинска регемента требала је ићи у Италију да тамо ратује на страни Аустрије. Много Сремаца је требало тада прећи у Италију, иако је и у Срему ситуација била узаврела. У Загребу се тада као народни депутат налазио Димитрије Орељ, кога је скупштина у Митровици 1848. изабрала за сабор. Боснић се са Орељом, како су били истог мишљења, сложио да је бесмислено ићи у Италију и оставити небрањени родни Срем. Међутим, није било лако одбити послушност војне команде и не отићи, јер се таква врста непослушности могла казнити смрћу. Ипак Боснић није могао пристати на то и подигао је побуну у другом варадиснком батаљону у Загребу и војска одлучи да не иде у Италију, док се сваког тренутка очекивао напад генерала Храбовског на Карловце. Димитрије Орељ, као и гроф Алберт Нижан млађи, заузео се код Бана Јелачића и овај је допустио да се сремски батаљон врати у Срем и није казнио побуњеника. На броду, приликом повратка кући, срели су се са изаслаником капетана Храбовског који их је наговарао да иду у Италију, а не против Мађара, али Тодор Боснић се није полакомио. Говорио је: Куда ћете да браните Италију, а у Срему да Вам непријатељ куће пали и фамилије роби? 
Тодор Боснић је у путу постао командант трупе и довео је војску у Срем, где је устанак изазвао велику анархију и нереде, које ће Димитрије Орељ успешно и сурово угушити. Када је Боснић са својом војском дошао у Карловце именован је за народног капетана и упућен да иде у Сентомаш. Војвода Стеван Шупљикац подржао је његов избор за капетана.
На Сентомашу била је велика борба, много се крви пролило, али су ипак Мађари, иако војно јачи, били одбијени. Боснић је све време бодрио војску и трудио се да им одржи борбено расположење. Правитељство Војводине у свом извештају о овој бици посебно је издвајало хероизам Тодора Боснића. Цар га је одликовао златном медаљом за храброст и унапредио га у потпоручника, а врло брзо је добио и чин капетана.

## Послератни период
Када се буна угушила одређен му је гарнизон у Ломбардији где је 1850-1853 године био у регуларној војсци. Међутим, јако је желео да се врати кући и до му се 1854. и испунило, када се настанио у Старим Бановцима, где ће дочекати и пензију 1870. године. Након пензионисања доселио се у Земун где је живео повучено и никада се није истицао. Имао је душевно оболелу ћерку и то је и самог Тодора скрхало. У Земуну остаје све до своје смрти 1885. године.

## Литертура
- Знаменити земунски Срби у XIX веку, Штампарија Исидора Стојчића, Земун 1913.